# Karmá
Karmá (bielorruso: Карма́) o Kormá (ruso: Корма́) es un asentamiento de tipo urbano de Bielorrusia, capital del distrito homónimo en la provincia de Gómel.
En 2022, el asentamiento tenía una población de 7865 habitantes.
Se conoce la existencia del asentamiento desde el siglo XVII, cuando era un miasteczko del voivodato de Minsk de la República de las Dos Naciones. En la partición de 1772 pasó a formar parte del Imperio ruso, que lo integró en la gobernación de Maguilov. En 1924 pasó a formar parte de la RSS de Bielorrusia, que le dio el estatus de asentamiento de tipo urbano en 1938.
Se ubica junto a la orilla occidental del río Sozh, unos 20 km al norte de Chachersk sobre la carretera P30.